# Springbrook (Wisconsin)
Springbrook es un pueblo ubicado en el condado de Washburn en el estado estadounidense de Wisconsin. En el Censo de 2010 tenía una población de 445 habitantes y una densidad poblacional de 4,96 personas por km².

## Geografía
Springbrook se encuentra ubicado en las coordenadas 45°56′56″N 91°43′16″O / 45.94889, -91.72111. Según la Oficina del Censo de los Estados Unidos, Springbrook tiene una superficie total de 89.67 km², de la cual 86.89 km² corresponden a tierra firme y (3.09%) 2.77 km² es agua.

## Demografía
Según el censo de 2010, había 445 personas residiendo en Springbrook. La densidad de población era de 4,96 hab./km². De los 445 habitantes, Springbrook estaba compuesto por el 96.63% blancos, el 0% eran afroamericanos, el 0.9% eran amerindios, el 0% eran asiáticos, el 0% eran isleños del Pacífico, el 0% eran de otras razas y el 2.47% pertenecían a dos o más razas. Del total de la población el 0.22% eran hispanos o latinos de cualquier raza.